# The Fox (álbum)
The Fox é o décimo quinto álbum de estúdio do cantor e compositor britânico Elton John, lançado em 1981. 
A faixa "Elton's Song" foi proibida em alguns países devido o seu conteúdo homossexual. Em 1999, Elton John disse durante um concerto no Leeds Castle que o álbum foi mal recebido em sua própria pátria, ou seja, na Inglaterra.
Três das canções, "Heart in the Right Place", "Chloe" e "Elton's Song" foram gravadas durante as sessões de seu álbum anterior, "21 at 33". Todos os b-sides lançados também foram provenientes das sessões.

## Faixas

### Lado 1
1. "Breaking Down Barriers" (Elton John, Gary Osborne) – 4:40
2. "Heart in the Right Place" (John, Osborne) – 5:13
3. "Just Like Belgium" – 4:08
4. "Nobody Wins" (Jean-Paul Dreau, Gary Osborne) – 3:42
5. "Fascist Faces" – 5:10

### Lado 2
1. "Carla/Etude" (Elton John) – 4:45
2. "Fanfare" (Elton John, James Newton-Howard) – 1:26
3. "Chloe" (John, Osbourne) – 4:39
4. "Heels of the Wind" – 3:37
5. "Elton's Song" (Elton John, Tom Robinson) – 3:03
6. "The Fox" – 5:10